# Gladstad
Gladstad è un villaggio della Norvegia, situato nella municipalità di Vega, nella contea di Nordland.